# Liste der Kulturdenkmäler in Zell (Fulda)
Die folgende Liste enthält die in der Denkmaltopographie ausgewiesenen Kulturdenkmäler auf dem Gebiet des Ortsteils Zell der  Stadt Fulda, Landkreis Fulda, Hessen.
Hinweis: Die Reihenfolge der Denkmäler in dieser Liste orientiert sich an der Anschrift, alternativ ist sie auch nach der Bezeichnung oder der Bauzeit sortierbar.
Kulturdenkmäler werden fortlaufend im Denkmalverzeichnis des Landes Hessen durch das Landesamt für Denkmalpflege Hessen auf Basis des Hessischen Denkmalschutzgesetzes (HDSchG) geführt. Die Schutzwürdigkeit eines Kulturdenkmals hängt nicht von der Eintragung in das Denkmalverzeichnis des Landes Hessen oder der Veröffentlichung in der Denkmaltopographie ab.

## Zell
| Bild            | Bezeichnung                | Lage                                         | Beschreibung | Bauzeit                   | Objekt-Nr. |
| --------------- | -------------------------- | -------------------------------------------- | ------------ | ------------------------- | ---------- |
| Bild gesucht BW | Wegekreuz                  | Haselhecke LageFlur: 5, Flurstück: 46        | Wegekreuz    | nach dem Ersten Weltkrieg |            |
| Bild gesucht BW | Guter Hirte                | Auwiesenweg LageFlur: 3, Flurstück: 3        |              | um 1900                   |            |
| Bild gesucht BW | heilige Familie            | Thaddäusstraße LageFlur: 5, Flurstück: 46    |              | um 1900                   |            |
| weitere Bilder  | Kapelle St. Judas Thaddäus | Thaddäusstraße 17 LageFlur: 1, Flurstück: 43 |              | 1757                      |            |
| Bild gesucht BW | Fachwerkwohnhaus           | Thaddäusstraße 19 LageFlur: 1, Flurstück: 40 |              | frühes 19. Jahrhundert    |            |